# Sakaina yokoyai
Sakaina yokoyai is een krabbensoort uit de familie van de Pinnotheridae. De wetenschappelijke naam van de soort is voor het eerst geldig gepubliceerd in 1933 door Glassell.